# Суренский, Дмитрий Васильевич
 Дмитрий Васильевич Суренский (18 августа 1902 — 14 апреля 1977) — советский кинооператор. Заслуженный деятель искусств РСФСР (1966).

## Биография
Родился 5 (18) августа 1902 года в Козлове Тамбовской губернии. С 1918 года по 1923 год работал электромонтером и киномехаником в Козлове. Одновременно окончил школу II ступени для взрослых.
С 1923 года проживал в Москве. С 1923 года по 1924 год работал электромонтером в кооперативной артели «Труженик». С 1924 года по 1925 год служил в Красной армии. С 1925 года по 1926 год работал в военно-строительном отделе Управления начальника снабжения Московского военного округа электромонтером Алёшинских и Чернышёвских казарм. 
Выпускник Государственного техникума кинематографистов в Москве (ныне Всероссийский государственный институт кинематографии имени С. А. Герасимова) (1930).
После окончания ГТК работал на киностудии «Межрабпомфильм».
В 1940—1941 годах как оператор-постановщик снял первый в мире стереофильм по безочковому методу С. П. Иванова «Земля молодости» (режиссёр А. Андриевский) и первый советский полнометражный звуковой игровой стереофильм «Робинзон Крузо» (1947, производства Стереокино и Тбилисской киностудии).
С 1941 года трудился на киностудии «Союздетфильм», в 1945—1948 годах — на киностудии «Стереокино», в 1949—1974 годах — на Киностудии имени М. Горького
Снимал как художественные, так и документальные фильмы. Работал над фильмами-сказками в творческом содружестве с режиссером А. Роу. Снял более 20 фильмов разных жанров.
Умер в 1977 году. Урна с прахом захоронена в колумбарии Донского кладбища.

## Семья
Жена — Суренская Людмила Васильевна (1904—?).

## Фильмография
- 1930 — «Всесоюзная кочегарка» (с П. В. Мосягиным)
- 1934 — «Три песни о Ленине» (с М. П. Магидсоном и Б. С. Монастырским, режиссёр и автор сценария — Дзига Вертов)
- «Кавказ» (киноочерк, документальный)
- «Дзержинцы» (киноочерк, документальный)
- 1937 — «Колыбельная» (документальный, режиссёр Дзига Вертов)
- 1939 — «Молодые капитаны» (с М. П. Магидсоном и В. И. Дульцевым, режиссёры А. Андриевский, Юрий Леонтьев)
- 1941 — «Земля молодости» («Концерт») (стереофильм, режиссёр А. Андриевский)
- 1941 — «Неистовый рыболов» (короткометражный)
- 1946 — «Робинзон Крузо» (полнометражный звуковой игровой стереофильм, режиссёр А. Андриевский)
- 1952 — «В аллеях парка» (документальный, режиссёр А. Степанова)
- 1954 — «Налим» (цветной короткометражный стереоскопический художественный фильм, режиссёр А. В. Золотницкий)
- 1956 — «Драгоценный подарок» (с К. Арутюновым, режиссёр А. Роу)
- 1959 — «Косолапый друг» (режиссёр Владимир Сухобоков)
- 1959 — «Марья-искусница» (режиссёр А. Роу)
- 1960 — «Разноцветные камешки» (режиссёр Сергей Микаэлян)
- 1961 — "Вечера на хуторе близ Диканьки (режиссёр А. Роу)
- 1962 — «Необыкновенный город» (режиссёр Виктор Эйсымонт)
- 1964 — «Морозко» (режиссёр А. Роу)
- 1967 — «Огонь, вода и… медные трубы» (режиссёр А. Роу)
- 1969 — «Варвара-краса, длинная коса» (режиссёр А. Роу)
- 1970 — «Парад аттракционов» (документальный)
- 1973 — «Юнга Северного флота» (с И. Клебановым, режиссёр Владимир Роговой)

## Награды
- Орден «Знак Почёта» (6 марта 1950 года) — за выдающиеся заслуги в развитии советской кинематографии, в связи с 30-летием[3].
- Заслуженный деятель искусств РСФСР (1966).